# L'Adieu du cavalier
L'Adieu du cavalier est une mélodie composée par Germaine Tailleferre sur un poème de Guillaume Apollinaire.
Cette œuvre est une commande de la soprano et mécène Alice Swanson Esty pour un concert en hommage à Francis Poulenc donné le 13 janvier 1964 à Carnegie Hall, avec d'autres mélodies de Darius Milhaud, Ned Rorem, Manuel Rosenthal ou encore Henri Dutilleux. 
Le poème est tiré du recueil Calligrammes (1918) et a été écrit pendant la Première Guerre mondiale. Le choix d'un poème d'Apollinaire n'est pas fortuit : Francis Poulenc avait mis en musique plusieurs de ses poèmes. Son titre porte en lui-même l'adieu à un ami cher, dont la disparition avait fortement ébranlé la compositrice.